# Ravnište (Vitina)
Pour les articles homonymes, voir Ravnište.
Ramnishtë en albanais et Ravnište en serbe latin (en serbe cyrillique : Равниште) est une localité du Kosovo située dans la commune/municipalité de Viti/Vitina, district de Gjilan/Gnjilane (Kosovo) ou district de Kosovo-Pomoravlje (Serbie). Selon le recensement kosovar de 2011, elle compte 438 habitants, tous albanais.

## Démographie

### Évolution historique de la population dans la localité
| 1948 | 1953 | 1961 | 1971 | 1981 | 1991 | 2011 |
| ---- | ---- | ---- | ---- | ---- | ---- | ---- |
| 59   | 69   | 84   | 104  | 239  | 481  | 438  |

|  |